# Wiz Khalifa
Cameron Jibril Thomaz, (født 8. september 1987), bedre kendt under sit kunstnernavn Wiz Khalifa, er en amerikansk rapper fra Pittsburgh, Pennsylvania. Han udgav sit debutalbum "Show and Prove", i 2006, og underskrev en kontrakt med Warner Bros. Records i 2007. Hans eurodance-inspireret single, "Say Yeah", kom på Rhythmic Top 40 og Hot Rap Tracks hitlisterne i 2008. I 2010 brød Wiz Khalifa for alvor igennem med sangene "Black & Yellow", "Roll Up" og "Work Hard, play Hard". Wiz Khalifa skiltes med Warner Bros. Records og udkom med hans andet album, "Deal or No Deal", i november i 2009. Han underskrev så derefter konkrakt med Atlantic Records i 2010. Debutsinglen "Black & Yellow" toppede som nummer 1 på Billboard Hot 100. Hans tredje album, "Rolling Papers", røg på gaden d. 29. marts, 2011.

## Opvækst
Cameron Jibril Thomaz blev født den 8. september 1987 i Minot, North Dakota. Hans forældre blev skilt da Cameron var omkring tre år gammel. Hans forældres militærtjeneste fik ham til at flytte ofte. Cameron boede i Tyskland, England og Japan inden bosættelsen i Pittsburgh, hvor han gik på Taylor Allderdice High School. Hans kunstnernavn, Khalifa, stammer fra et arabisk ord som betyder "efterfølger" og "visdom" (wisdom), som blev forkortet til "Wiz", da Cameron var femten år gammel. Wiz Khalifa angiver også til spinner.com at han også blev blev kaldt "Young Wiz" fordi han var god til alt, hvad han gjorde og hans bedstefar var muslim, så derfor gav hans bedstefar ham det navn, og hans bedstefar følte sig med Wiz' musik. "Young Wiz" betyder så "ungt visdom". Som 17-årig fik Wiz Khalifa tatoveret sit kunstnernavn på sin ryg. Wiz Khalifa bringer også Camp Lo, The Notorious B.I.G. og Bone Thugs-n-Harmony i hans indflydelse.

## Diskografi

### Album
- Show and Prove (2006)
- Deal or No Deal (2009)
- Rolling Papers (2011)
- O.N.I.F.C. (2012)
- Blacc Hollywood (2014)
- Khalifa (2016)
- Laugh Now, Fly Later (2017)
- Rolling Papers 2 (2018)[1][2]